# Patrícia Kiss
Patrícia Macedo Nogueira de Oliveira  (Petrópolis, 13 de outubro de 1979), mais conhecida como Pat Beijo ou Patrícia Kiss, é uma apresentadora, cantora, escritora e modelo brasileira.

## Biografia e carreira
Ela começou ainda menina como modelo e desfilando em concursos de beleza, dos quais conquistou 13 títulos, entre os mais importantes: Miss Petrópolis, Miss Rio de Janeiro e o Miss Brasil 94-Word University, aos 15 anos de idade. Ainda aos 15 anos, foi tirar fotos para a Revista Manchete e lá surgiu a oportunidade de fazer um teste de apresentadora de TV, quando os produtores do programa infantil viram ali uma promessa, tornando Patrícia a nova apresentadora do Clube da Criança, apresentando por 1 ano um dos maiores programas infantis da TV brasileira, na extinta Rede Manchete. No programa, Patrícia lançou a boneca Pat (A Boneca de Verdade) com sua imagem, um kit surpresa, faixa, coroa de Miss Brasil e vestido de luxo. A boneca tornou-se um grande sucesso, vendendo mais de 23 mil exemplares. Também gravou um CD com músicas infantis pela gravadora RGE (que foi vendida para a Som Livre), fez vários shows por todo o pais e chegou a ir aos Estados Unidos para gravar um especial para a Disney. Ainda na Manchete, apresentou o programa Raio Laser (com clipes musicais). Depois desse período, Pat distanciou–se um pouco da mídia. A ex-apresentadora contou ao programa Superpop, de Luciana Gimenez, que ainda recebeu um convite para atuar na novela Xica da Silva, mas recusou. Chegou a fazer um segundo CD, que não chegou a ser lançado, e apresentou o programa Giro Maluco, na TV Gazeta. Ainda participou do elenco do humorístico A Praça é Nossa, quando mudou de nome artístico para Patrícia Kiss. Segundo ela, "a mudança tem em vista também o publico alvo. Pat Beijo estava muito veiculado com o infantil e como escritora de livro, Patrícia Kiss soa melhor", e assim começou a escrever seu primeiro livro, Como Ser Sexy Demais, pela editora Vozes, comparecendo para o lançamento de seu livro em diversos programas de TV, entre eles Jô Soares. 
Depois, lançou mais dois livros, Irresistível - O Poder da Sedução e Superlinda.

## Vida pessoal
Patrícia já teve cinco casamentos e em 2001 teve sua primeira filha, chamada Caroline, e em seguida, preferiu se afastar da mídia. Segundo ela, trabalhar na TV brasileira com crianças logo saiu dos planos da autora. Após trabalhar na Manchete, ela se decepcionou com o meio artístico e, segundo ela, chegou a sofrer assédio sexual em outras emissoras. Vivendo fora do país desde 2002, . formou-se em Estética e Imagem Pessoal pela Universidade Norte do Paraná e se pós-graduou em Estética e Cosmetologia pela IPUPO. Ela tem seu rosto tatuado no braço e perna e admite ser narcisista, fez cirurgias plásticas e ainda aposta nos procedimentos estéticos. Já fez botox, lipoaspiração e lipoescultura e também se autoaplica em casa o microagulhamento. Em 2015, teve sua segunda filha, Valentina. Atualmente, mora em Portugal